# 足柄町
足柄町（あしがらまち）は、神奈川県足柄下郡にかつてあった町である。
本項では町制施行前の足柄村（あしがらむら）から述べる。
町域は現在の神奈川県小田原市荻窪、谷津、池上、井細田、多古、久野、蓮正寺、中曽根、飯田岡、堀之内、柳新田、小台、新屋、清水新田、北ノ窪、府川、穴部、穴部新田にほぼ相当する。

## 地理
神奈川県の西部、現在の小田原市の中央部から北西部にかけて位置し、酒匂川の西岸域を占める。
- 山：明星ヶ岳（標高923.9m）、塔ノ峰（標高566.3m）
- 河川：早川、酒匂川、狩川、仙了川、山王川、久野川
- 滝：白糸ノ滝（箱根温泉の宮ノ下、堂ヶ島温泉付近だが、境界上は足柄町＝現小田原市久野に入る）
- 水路：荻窪用水（早川を水源とする）

## 歴史

### 沿革
- 1908年（明治41年）4月1日 - 蘆子村、二川村、久野村、富水村が合併して足柄村が発足。
- 1940年（昭和15年）
  - 2月11日 - 町制施行し足柄町となる。
  - 12月20日 - 小田原町、大窪村、早川村および酒匂村の一部（大字網一色、山王原）と合併して小田原市となる。同日足柄町廃止。

## 交通

### 鉄道路線
- 大雄山鉄道
  - 井細田駅 - 五百羅漢駅 - 穴部駅 - 飯田岡駅
- 小田原急行鉄道
  - 富水駅 - 足柄駅